# バステッド (競走馬)
バステッド (Busted) とは、イギリスの競走馬・種牡馬である。1960年代に活躍し、キングジョージ6世&クイーンエリザベスステークスなどに優勝した。種牡馬としても成功。馬名Bustedは「破産した」「壊れた」「逮捕された」などを意味する言葉である。

## 概要
当初バステッドはアイルランドのブラッド・フェザーストンハーに預けられており、2歳時の2戦、3歳初戦といきなり3連続着外に終わりあまり期待できない成績だった。その後ガリニュールステークスで初勝利を収めるもアイリッシュダービーでは着外となり3歳時を平凡な成績で終えた。去勢して障害へ転向させるという話も持ち上がったころ、ロイヤルパレスのペースメーカーに使おうという話が持ち上がり、父クレペロを管理していたノエル・マーレスの元へと転厩することになった。
最初スタンホープはバステッドをペースメーカーとして使おうと思っていたが、マーレスに素質を見込まれ、試しにコロネーションステークスに出走させてみると楽に勝ってしまった。続いてエクリプスステークスに出走するとグレイトネフューに2馬身半差をつけ連勝する。これは本当に強いぞと感じた陣営は、キングジョージ6世&クイーンエリザベスステークスに挑戦させることを決定した。1番人気はアイリッシュダービー馬リボッコ、バステッドは2番人気に推されていた。レースでは直線でサルヴォーを交わすとそのまま3馬身差で快勝する。その後はフォワ賞で4連勝し凱旋門賞を目指すも故障を発症しそのまま引退した。この年はイギリス年度代表馬に選ばれている。
引退後は生まれ故郷スネイルウェルスタッドで種牡馬として供用された。種牡馬としても成功し、リーディングサイアーにこそなれなかったものの、ウィーヴァーズホール、ムトト、バスティノなどの産駒を送り出した。1988年スネイルウェルスタッドにて死去。

## 競走成績
- 1965年（2戦0勝）
- 1966年（7戦1勝）
  - ガリニュールステークス
- 1967年（4戦4勝）
  - キングジョージ6世&クイーンエリザベスステークス、エクリプスステークス、コロネーションステークス、フォワ賞

## おもな産駒
- ウィーヴァーズホール（アイリッシュダービー）
- ムトト（キングジョージ6世&クイーンエリザベスダイヤモンドステークス、エクリプスステークス連覇）
- バスティノ（セントレジャーステークス、コロネーションカップ、2着 - キングジョージ6世&クイーンエリザベスダイヤモンドステークス、パリ大賞典）
- エリンズアイル（カリフォルニアンステークス、ハリウッド招待ハンデキャップ、サンフアンカピストラーノ招待ハンデキャップ、サンルイレイステークス、サンセットハンデキャップ）
- フィリバスター（天皇賞・秋勝利馬ホクトボーイの母）

ブルードメアサイアー(母の父としての活躍)
- ウインドインハーヘア(アラルポカル、2着-オークスステークス。無敗クラシック三冠＆11年連続リーディングサイアーに輝いたディープインパクト、2004年のスプリングステークスを制したブラックタイドの母)

## 血統表
| バステッドの血統         | バステッドの血統                            | バステッドの血統                            | （血統表の出典）                            | （血統表の出典） |
| 父系                     | （ブランドフォード系 / Blandford4×5=9.38%） | （ブランドフォード系 / Blandford4×5=9.38%） | （ブランドフォード系 / Blandford4×5=9.38%） |                  |
| 父 Crepello 1954 栗毛    | 父の父Donatello II 1934 栗毛                | Blenheim II                                 | Blandford                                   | Blandford        |
| 父 Crepello 1954 栗毛    | 父の父Donatello II 1934 栗毛                | Blenheim II                                 | Malva                                       |                  |
| 父 Crepello 1954 栗毛    | 父の父Donatello II 1934 栗毛                | Delleana                                    | Clarissimus                                 | Clarissimus      |
| 父 Crepello 1954 栗毛    | 父の父Donatello II 1934 栗毛                | Delleana                                    | Duccia di Buoninsegna                       |                  |
| 父 Crepello 1954 栗毛    | 父の母Crepuscule 1948 栗毛                  | Mieuxce                                     | Massine                                     | Massine          |
| 父 Crepello 1954 栗毛    | 父の母Crepuscule 1948 栗毛                  | Mieuxce                                     | L'Olivete                                   |                  |
| 父 Crepello 1954 栗毛    | 父の母Crepuscule 1948 栗毛                  | Red Sunset                                  | Solario                                     | Solario          |
| 父 Crepello 1954 栗毛    | 父の母Crepuscule 1948 栗毛                  | Red Sunset                                  | Dulce                                       |                  |
| 母 Sans le Sou 1957 鹿毛 | 母の父*ヴィミー Vimy 1952 鹿毛              | Wild Risk                                   | Rialto                                      | Rialto           |
| 母 Sans le Sou 1957 鹿毛 | 母の父*ヴィミー Vimy 1952 鹿毛              | Wild Risk                                   | Wild Violet                                 |                  |
| 母 Sans le Sou 1957 鹿毛 | 母の父*ヴィミー Vimy 1952 鹿毛              | Mimi                                        | Black Devil                                 | Black Devil      |
| 母 Sans le Sou 1957 鹿毛 | 母の父*ヴィミー Vimy 1952 鹿毛              | Mimi                                        | Mignon                                      |                  |
| 母 Sans le Sou 1957 鹿毛 | 母の母Martial Loan 1950 芦毛                | Court Martial                               | Fair Trial                                  | Fair Trial       |
| 母 Sans le Sou 1957 鹿毛 | 母の母Martial Loan 1950 芦毛                | Court Martial                               | Instantaneous                               |                  |
| 母 Sans le Sou 1957 鹿毛 | 母の母Martial Loan 1950 芦毛                | Loan                                        | Portlaw                                     | Portlaw          |
| 母 Sans le Sou 1957 鹿毛 | 母の母Martial Loan 1950 芦毛                | Loan                                        | Borrow F-No.                                |                  |
| 母系(F-No.)              | (FN:2-s)                                    | (FN:2-s)                                    | (FN:2-s)                                    | [ § 2 ]          |
| 5代内の近親交配          | Blandford4×5=9.38                           | Blandford4×5=9.38                           | Blandford4×5=9.38                           | [ § 3 ]          |
| 出典                     | 1. 2. 3.                                    | 1. 2. 3.                                    | 1. 2. 3.                                    | 1. 2. 3.         |